# Reduta (teatr)
Reduta – teatr eksperymentalny, założony przez Juliusza Osterwę i Mieczysława Limanowskiego, istniejący w latach 1919–1939. Reduta była pierwszym w Polsce teatrem-laboratorium, zakładającym poszukiwanie nowych metod pracy aktorskiej.

## Historia
Inspiracją do stworzenia Reduty były dla Osterwy i Limanowskiego idee głoszone przez Konstantina Stanisławskiego, przede wszystkim jego praca i działalność w moskiewskim teatrze MChAT.  
Reduta początkowo miała siedzibę w Salach Redutowych Teatru Wielkiego w Warszawie (udostępnione zostały przez Jana Lorentowicza, dyrektora Teatrów Miejskich) i była filią Teatru Rozmaitości, z widownią dla 292 osób.  
Mała sala posiadała widownię złożoną z trzynastu rzędów krzeseł. Wystrój sali i kolor krzeseł utrzymany był białej kolorystyce (proj. Antoni Aleksander Jawornicki). Na balkonach mogło siedzieć jeszcze ok. 20 osób. Scena była umieszczona na jednym poziomie z widownią, co miało umożliwić bezpośredni kontakt z widzami.  
Nazwa Reduta nawiązywała z jednej strony do specyfiki sal (ich przeznaczeniem były bale maskowe, zwane redutami), a z drugiej do tradycji militarnych (reduta jako wysunięty posterunek wojskowy) oraz do wiersza reduta Ordona Mickiewicza. W godle teatru znalazły się trzy przecinające się elipsy, z wpisanym pośrodku „R”, co było symbolem płodności i dążenia do doskonałości. Pierwszym przedstawieniem Reduty było Ponad śnieg bielszym się stanę Stefana Żeromskiego, w reżyserii Juliusza Osterwy i z nim w roli Wincentego Rudomskiego oraz Wandą Siemaszkową jako jego matką, w dekoracjach Zbigniewa Pronaszki.

## Reduta Warszawska 1919–1924
Założyciele Reduty - pochodzący z Krakowa aktor Juliusz Osterwa oraz urodzony we Lwowie geolog i miłośnik teatru, Mieczysław Limanowski inspirowali się koncepcjami z XIX i początku XX wieku – ezoteryzmem, mistyką i mesjanizmem. Postrzegali sztukę i teatr jako dziedzinę i narzędzie rozwoju duchowego, dopełniającego religię.
Zespół na początku pracował nad tekstami polskich autorów a działania miały charakter studyjny, których integralną częścią były działania warsztatowe. Twórcy Reduty pragnęli stworzenia zespołu opartego na nowych zasadach, poszukiwali alternatywnych reguł inscenizacji i reżyserii. Nad spektaklami pracowano długo, lecz miały być doskonale zaplanowane. Zespół ludzi współtworzących wydarzenia miał być wspólnotą, w której każdy jest gotowy do poświęcenia się pracy teatralnej, pracy nad sobą. W tym celu będzie dążył do odnalezienia drogi samokształcenia, rozwoju duchowego, oddany będzie służbie społecznej. W założeniach twórcy teatru dążyli do stworzenia teatru realizującego idee romantycznego teatru przemiany.
Rozpoczęli od repertuaru realistycznego - W małym domku Tadeusza Rittnera i kolejne próby stworzenia „misterium teatralnego”, poprzez stylizację i eksperymenty o charakterze awangardowym. Spektakle poprzedzała nie tylko wprowadzona przez Limanowskiego dogłębna analiza tekstu literackiego, ale i eksperymenty mające prowadzić do tego, by rola stała się dla aktora rzeczywistym doświadczeniem.
W 1923 roku jesienią Reduta przechodziła odczuwalny kryzys, po części w związku z zaangażowaniem się Osterwy w kierowanie Teatrem Rozmaitości, a przede wszystkim z decyzją o przekształceniu jej w teatr objazdowy i koncentrujący się na pracy laboratoryjnej. Reduta w okresie warszawskim świętowała sukcesy, ale także ujawniły się pewne błędy, porażki, co w teatrze eksperymentalnym było możliwe. Osterwie i Limanowskiemu udało się stworzyć zespół zaangażowanych pracowników (m.in. Maria Dulęba, Wanda Osterwina, Stefan Jaracz, Józef Poremba, Edmund Wierciński), wokół których zbierali się chętnie młodzi ludzie. Z myślą o młodych stażystach/praktykantach utworzono w 1921 roku Koło Adeptów, które w 1922 roku przekształcono w Instytut Reduty. Była to szkoła aktorska, której uczniowie stanowili zespół teatru, łączono też w niej trening aktorski z pracą na rzecz Reduty, w ten sposób kształcono przyszłych aktorów.  

## Reduta w Wilnie 1925–1929
Zespół Reduty przeniósł się do Wilna w 1925 roku, mając siedzibę w Teatrze na Pohulance. Niestety, nadzieje związane z przeprowadzką okazały się złudne, a warunki pracy bardzo ciężkie. Zespół musiał prowadzić repertuarowy teatr miejski, obsługiwał aż dwie placówki: Teatr na Pohulance i scenę w Grodnie. W pierwszym okresie zespół grał wyłącznie polskie sztuki, większość po raz pierwszy, zaproszono do bliższej współpracy m.in. Jerzego Szaniawskiego i Stefana Żeromskiego. Jednak już w drugim sezonie Osterwa powoli odstępował od swych zasad grania wyłącznie polskich sztuk i Reduta częściej wystawiała sztuki zagranicznych autorów: Oscara Wilde’a, Maurice’a Maeterlincka, Moliera, Henryka Ibsena, Luigiego Pirandella, José Zorillę. Nadal kontynuowano objazdy, ich tempo i liczba były zawrotne, np. w ciągu miesiąca, w czerwcu 1926 r., grano 25 przedstawień w dziesięciu miastach: w Lidzie, Grodnie, Suwałkach, Białymstoku, Wołkowysku, Słonimiu, Baranowiczach, Nowogródku, Nieświeżu, Hajnówce. Po premierze Snu Felicji Kruszewskiej (1927 roku) w reżyserii Edmunda Wiercińskiego (17 marca 1927) i w wyniku konfliktu z Osterwą grupa redutowców odeszła do Teatru Nowego w Poznaniu. W tym okresie opuścił też Redutę Limanowski, który objął Katedrę Geografii na Uniwersytecie Stefana Batorego w Wilnie. W tym okresie teatr dawał też wiele przedstawień objazdowych w całej Polsce (ponad 1500 spektakli w 173 miastach).

## Reduta Warszawska 1931–1939 (tzw. druga Reduta warszawska)
W 1931 roku siedzibą teatru ponownie stała się Warszawa, w podziemiach gmachu Powszechnego Zakładu Ubezpieczeń Wzajemnych. W tym okresie Reduta działała jako Instytut Reduty, prowadzono w nim prace warsztatowe i pedagogiczne, z rzadka przygotowywano spektakle, niebiletowane, stanowiące pewien rodzaj pokazów pracy. Nadal działał zespół objazdowy, a także Teatr Szkolny oraz Studio Radiowe. Działały także przy Instytucie pracownia artystyczno-sceniczna, archiwum, wydawnictwo i biblioteka. Właśnie w ostatnim okresie działalności wypracowane zostały zasady i formy treningu aktorskiego, w zamierzeniu najbliższego ideowym założeniom liderów Reduty. Koniec działalności wiąże się z wybuchem II wojny światowej, mimo starań nie udało się reaktywować zespołu w okresie powojennym. Juliusz Osterwa zmarł 10 maja 1947 w Krakowie, kilka miesięcy później, 25 stycznia 1948 w Toruniu zmarł Mieczysław Limanowski.

## Objazdy Reduty
Objazd był nowym sposobem działalności, dobrym środkiem na kryzys sztuki i elitarność teatru. Zespół reduty pragnął pokazać profesjonalny teatr tym, którzy nie mieli do niego dostępu. Pierwszy objazd, w który wyruszyli Redutowcy w maju 1924 roku, dotarł do 34 miejscowości, m.in. Chełm, Brześć, Białystok, Truskawiec, Sandomierz, Kołomyja, Drohobycz, Ostróg, Sarny, Kowel i Łuck.
Reduta wystawiała dramaty Żeromskiego (m.in. Uciekła mi przepióreczka) oraz Jerzego Szaniawskiego – twórcy ci stale współpracowali z teatrem. Innymi ważnymi spektaklami były Wyzwolenie Wyspiańskiego, Książę Niezłomny Słowackiego oraz Judasz Kazimierza Przerwy-Tetmajera.  
Do doświadczeń Reduty odwoływali się późniejsi twórcy polskich teatrów alternatywnych, przede wszystkim Jerzy Grotowski i Włodzimierz Staniewski.

## Tradycja Reduty
Jerzy Grotowski odwoływał się wielokrotnie do tradycji Reduty, w swoich deklaracjach wskazywał przede wszystkim na etykę pracy oraz wytrwałość poszukiwań zespołu, czerpał z doświadczeń pracy studyjnej i laboratoryjnej. Ważne dla niego było niewątpliwie spotkanie z uczniami Osterwy Haliną Gallową, a potem małżeństwem Byrskich. Zewnętrznym wyrazem związku Teatru Laboratorium i reduty było przyjęcie znaku Reduty - trzech połączonych ze sobą pętli symbolizujących nieskończoność, wytrwałość w poszukiwaniach - jako znaku Teatru Laboratorium, w miejsce „R” w centrum wpisano literę „L”.
Ośrodek Praktyk Teatralnych „Gardzienice” w pewnej części także kontynuuje ideę i pracę Reduty wzorując się na pracy z muzyką, doświadczaniu muzyczności całym sobą.
W 2002 Teatr Wierszalin z Supraśla odbył ze spektaklem „Dziady” „objazd mickiewiczowski wzorem Reduty na Litwie”.

## Spektakle[14]
- Ponad śnieg bielszym się stanę Stefana Żeromskiego (29 listopada 1919), Inauguracja Teatru Reduta
- W małym domku Tadeusza Rittnera (17 lutego 1920)
- Papierowy kochanek Jerzego Szaniawskiego (12 maja 1920)
- Fircyk w zalotach Franciszka Zabłockiego (16 października 1920)
- Pomsta (Skąpany świat) Władysława Orkana (26 listopada 1920)
- Wojna i miłość Włodzimierza Chełmickiego (2 lutego 1921)
- Przechodzień Bohdana Katerwy (5 kwietnia 1921), sukces frekwencyjny Reduty
- Balwierz zakochany – fantazja poetycka[15] Zygmunta Kaweckiego (14 lipca 1921)
- Wytworny szachraj (Ewa) Jerzego Szaniawskiego (3 grudnia 1921)
- Czupurek Benedykta Hertza (13 stycznia 1922)
- Ulica dziwna Kazimierza Czyżowskiego (23 lutego 1922), najodważniejszy eksperyment warszawskiej Reduty
- Judasz Kazimierza Przerwy-Tetmajera (23 maja 1922)
- Pastorałka Leona Schillera (24 grudnia 1922)
- Wielkanoc. Historia o Męce Najświętszej i Chwalebnym Zmartwychwstaniu Pańskim w 3 sprawach w opracowaniu dramaturgicznym i reżyserii Leona Schillera (2 kwietnia 1923)
- Turoń Stefana Żeromskiego (24 kwietnia 1923)
- Samobójstwo Józefa Poremby (27 grudnia 1923)
- Wielkanoc Reduty przed kościołem św. Janów w Wilnie (29 maja 1924)
- Fircyk w zalotach Franciszka Zabłockiego (26 września 1925), inauguracja Reduty w Wilnie
- Wesele Stanisława Wyspiańskiego w inscenizacji Mieczysława Limanowskiego, Iwo Galla i Juliusza Osterwy (4 listopada 1925)
- Wyzwolenie Stanisława Wyspiańskiego (23 grudnia 1925), inauguracja działalności Reduty w Teatrze na Pohulance w Wilnie
- Książę Niezłomny Calderóna/Słowackiego (22 maja 1926), plenerowa inscenizacja w Wilnie
- Sen Felicji Kruszewskiej (17 marca 1927)
- Wielka wyprawa z Księciem Niezłomnym (4 czerwca 1927)
- Sprawa Moniki Marii Morozowicz-Szczepkowskiej (27 lutego 1932)
- Teoria Einsteina Antoniego Cwojdzińskiego (23 grudnia 1934)
- Pierścień Wielkiej Damy Cypriana Kamila Norwida (26 marca 1936)
- Don Miguel Mañara słuchowisko oparte na dramacie Oskara Miłosza (14 kwietnia 1938)